# Dinhard
Dinhard est une commune suisse du canton de Zurich.

Photo aérienne prise par Walter Mittelholzer (1924).